# Ángel Arroyo
Pour les articles homonymes, voir Arroyo.
Arroyo  Lanchas est un nom espagnol. Le premier nom de famille, en général paternel, est Arroyo ; le second, en général maternel, souvent omis, est Lanchas.
Ángel Arroyo Lanchas (né le 2 août 1956 à El Barraco) est un coureur cycliste espagnol. Professionnel de 1979 à 1989, il a été vainqueur d'étape sur le Tour d'Espagne et le Tour de France. Il termine deuxième du Tour de France 1983 derrière Laurent Fignon, un an après avoir été déchu de sa victoire au Tour d'Espagne pour dopage.

## Biographie
Ángel Arroyo commence sa carrière professionnelle en 1979 dans l'équipe Moliner-Vereco. Il remporte cette année-là la Vuelta a los Valles Mineros. Passé dans l'équipe Zor-Vereco en 1980, il démontre ses qualités de grimpeur en gagnant la Clásica a los Puertos. En 1981, il signe un premier succès d'étape sur le Tour d'Espagne.
Ángel Arroyo rejoint en 1982 l'équipe Reynolds. Sur le Tour d'Espagne, il prend la tête du classement général à l'issue de la dixième étape et, grâce au contrôle qu'exerce Reynolds sur la course et à une victoire d'étape en contre-la-montre, s'impose finalement à Madrid. Deux jours après l'arrivée, le contrôle positif à la méthylphénidate de quatre coureurs, dont Arroyo, est annoncé. Arroyo et son équipe protestent de son innocence et demandent un nouvel examen. Celui-ci s'avère positif. Arroyo est déchu de son titre et déclassé à la treizième place au profit de Marino Lejarreta.
En  1983, il s'illustre sur le Tour de France en remportant le contre-la-montre du Puy-de-Dôme, devant son coéquipier Pedro Delgado. Sa deuxième place une semaine plus tard dans l'étape chronométrée de Dijon derrière Laurent Fignon lui permet de se hisser sur la même marche du podium final derrière ce dernier.
Sur le Tour de France 1984, il remporte l'étape de Morzine en solitaire et prend la sixième place du classement général. Il participe à nouveau au Tour en 1985, 1987 et 1988 et abandonne lors de ces trois éditions, la troisième étant remportée par son coéquipier Delgado.

## Palmarès

### Palmarès amateur
- 1976
  - Leintz Bailarari Itzulia
  - 2e de la Subida a Gorla
  - 3e de la Prueba Alsasua
- 1977
  - Classement général du Tour d'Irlande
  - 3eb étape de la Cinturón a Mallorca (contre-la-montre)

### Palmarès professionnel
| - 1979 - Tour des vallées minières : - Classement général - 1re et 2e étapes - 3e du Tour des Asturies - 1980 - 5e étape du Tour des Asturies - 5ea étape du Tour d'Allemagne - Clásica a los Puertos de Guadarrama - Tour de Castille : - Classement général - 1re étape - Mémorial Manuel Galera - 1981 - 18e étape du Tour d'Espagne - Tour des Asturies : - Classement général - 4e étape - 2e de la Clásica a los Puertos de Guadarrama - 2e de la Subida al Naranco - 6e du Tour d'Espagne - 1982 - 4eb étape du Tour d'Andalousie (contre-la-montre) - 4e étape du Challenge Costa del Azahar - 15eb étape du Tour d'Espagne (contre-la-montre) - 3ea étape du Tour des vallées minières - Subida a Arrate - 2e du Tour d'Andalousie - 3e du Tour des vallées minières - 3e de la Subida al Naranco | - 1983 - 15e étape du Tour de France (contre-la-montre) - 2e du Tour des vallées minières - 2e du Tour de France - 3e du Mémorial Manuel Galera - 1984 - 1re étape du Tour des vallées minières - 3e étape du Tour d'Aragon - 19e étape du Tour de France - 3e du Tour de Catalogne - 6e du Tour de France - 1987 - 3e étape Tour d'Aragon - 2e du Tour d'Aragon - 2e du Tour de Burgos - 2e de la Classique de Saint-Sébastien - 2e du Tour de Catalogne - 1988 - 3e du Trophée Castille-et-León |  |

## Résultats sur lesgrands tours

### Tour de France
5 participations.
- 1983 : 2e du classement général et victoire dans la 15e étape (contre-la-montre)
- 1984 : 6e du classement général et victoire dans la 19e étape.
- 1985 : abandon lors de la 1re étape.
- 1987 : abandon lors de la 19e étape.
- 1988 : abandon lors de la 15e étape.

### Tour d'Espagne
9 participations.
- 1979 : 19e du classement général
- 1980 : 17e du classement général.
- 1981 : 6e du classement général et victoire dans la 18e étape.
- 1982 : 13e du classement général et victoire dans la 15eb étape (contre-la-montre),  maillot amarillo pendant 7 jours
- 1983 : 31e du classement général.
- 1984 : 36e du classement général.
- 1986 : abandon lors de la 17e étape.
- 1987 : 11e du classement général.
- 1988 : non partant au matin de la 14e étape.

### Tour d'Italie
3 participations.
- 1980 : 29e du classement général.
- 1981 : abandon lors de la 9e étape.
- 1985 : abandon lors de la 17e étape.